# Noorderland
Noorderland is een Nederlands magazine over het (buiten)leven in de Noord-Nederlandse provincies Friesland, Groningen en Drenthe. Het blad verschijnt achtmaal per jaar en wordt uitgegeven door Pijper Media in Groningen. Het wordt gevuld met human interest, natuur, cultuur, uitgaan en wonen en werken in de noordelijke provincies. 

## Geschiedenis
Het blad verscheen voor het eerst in september 2005 en werd tot 2013 uitgegeven door de NDC Mediagroep. Begin 2013 werd Noorderland verkocht aan Pijper Media.